# Талсуат
Талсуа́т (каз. Талсуат) — село у складі Кизилорджинської міської адміністрації Кизилординської області Казахстану. Адміністративний центр Талсуатського сільського округу.
Населення — 2497 осіб (2021; 677 у 2009, 471 у 1999, 120 у 1989).